# Закони на Мендел
Законите на Мендел са дефинирани от австрийския учен Грегор Мендел през 1865 и 1866 г. въз основа на наблюденията му в областта на наследствеността. Първоначално те са много спорни. Когато теориите на Мендел са интегрирани с хромозомната теория на наследствеността на Томас Морган през 1915 г., те стават основа на класическата генетика.

## Първи вариант

### Закон за доминирането
При кръстосване на индивиди, които се различават по една или няколко двойки алтернативни белези, в първото хибридно поколение се получава еднообразно потомство. Еднообразието е резултат от доминирането – от всяка двойка белези се появява само доминантният.

### Закон за разпадането
Във второто поколение се проявяват и рецесивните белези. Нарушава се еднообразието на хибридите. Белезите се разпадат в отношение 3:1 за всяка алтернативна двойка.

### Закон за независимото комбиниране
Алелите на различните гени се комбинират в гаметите на хибридите от първото хибридно поколение независимо от това дали са доминантни и рецесивни. В резултат на случайното оплождане между гаметите белезите, определяни от различните гени, се унаследяват независимо един от друг и се комбинират по всички възможни начини.

## Втори вариант
Първи закон на Мендел
При кръстосване на организми с противоположни признаци потомството в първото поколение е еднообразно. При съчетаване на кръстоските от първото поколение (F1) помежду си във второто поколение (F2) се получава разпадане в съотношение 3:1, т.е. 75% от потомството е с доминантния и 25% – с рецесивния белег.
Втори закон на Мендел
При кръстоските от първо поколение настъпва разпадане на белезите в точно определено отношение (3:1) за всеки признак.
Трети закон на Мендел
При гаметогенезата през мейозата поради случайното разпределяне на наследствените фактори в гаметите по теория на вероятностите може да попадне само фактор А или а.
Четвърти закон на Мендел
При кръстосване на организми, които се различават по два или повече признака, тези признаци се унаследяват независимо един от друг, като се комбинират във всички възможни съчетания.